# Красный паяц

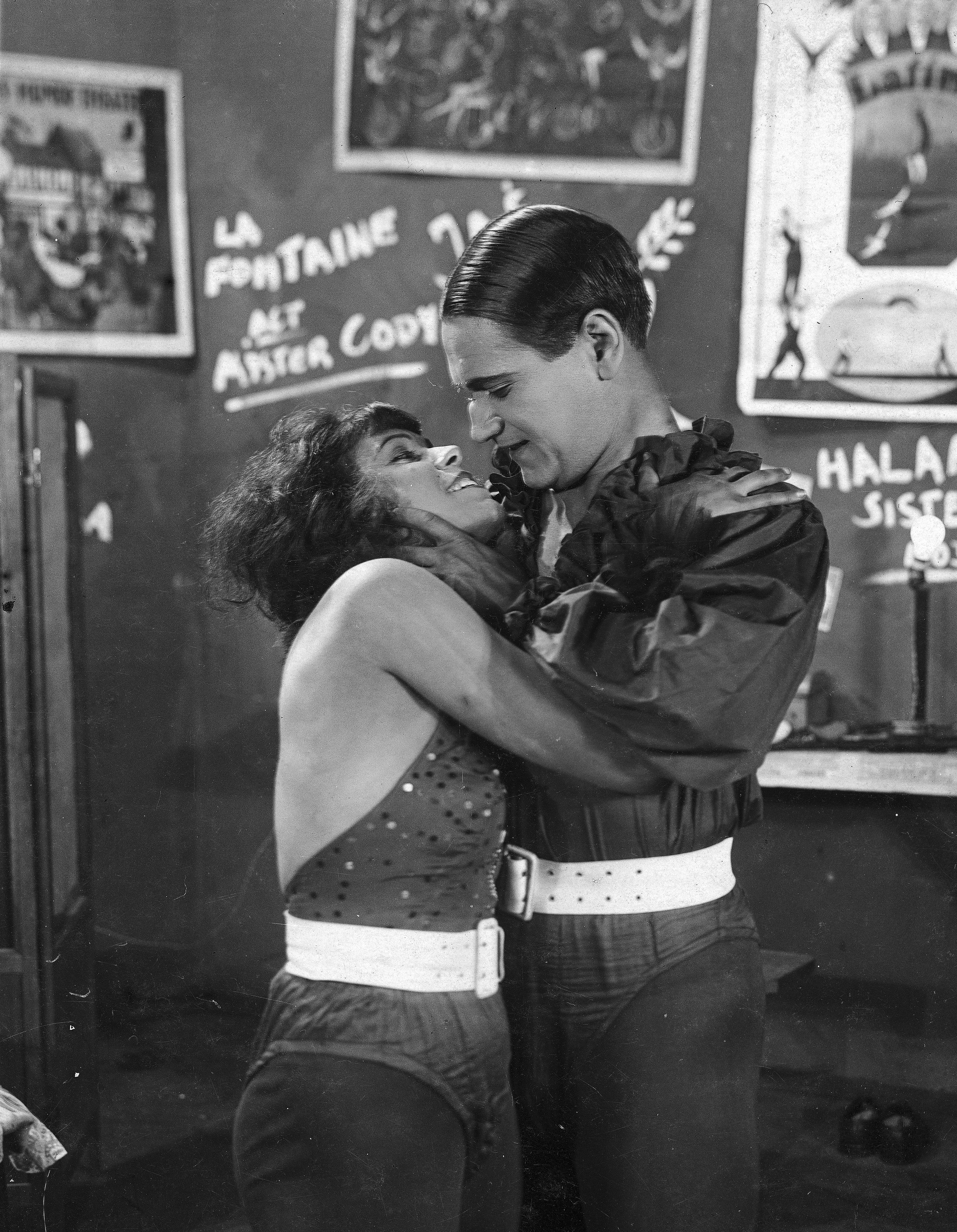
Кадр из фильма: Бодо и Нора Ней

Красный паяц  (англ. Czerwony błazen) – польский немой чёрно-белый криминальный художественный фильм 1926 года, снятый режиссёром Генриком Шаро на студии Leo-Film.
Экранизация романа Александра Блажейовского под тем же названием. Фильм не сохранился до наших дней. Премьера фильма состоялась 13 октября 1926 года.

## Сюжет
Действие фильма происходит в Варшаве. В кабаре Złoty Ptak приходит человек в маске и подписывает контракт на управление кабаре, в котором анонимно высмеивает политиков и представителей власти. Дело запутывается, когда однажды полицейские находят в его гардеробе труп...

## В ролях
- Роберт Бёльке – Красный пац - Юзеф Скарский
- Стефан Гнидзинский – Витольд Скарский
- Октавиан Качановский – барон Кароль Мертингер
- Елена Маковская – Галина, жена барона
- Ванда Смосарская – Ванда Скарска
- Лех Оврон – прокурор Глинский
- Стефан Шварц – судья
- Александр Манецкий – театральный режиссёр
- Евгениуш Бодо – постановщик
- Нора Ней – Мария, жена постановщика
- Александр Жабчинский – аспирант
- Юлиан Кржевинский – доктор Реский
- Адольф Дымша